# 馬克·佛烈金

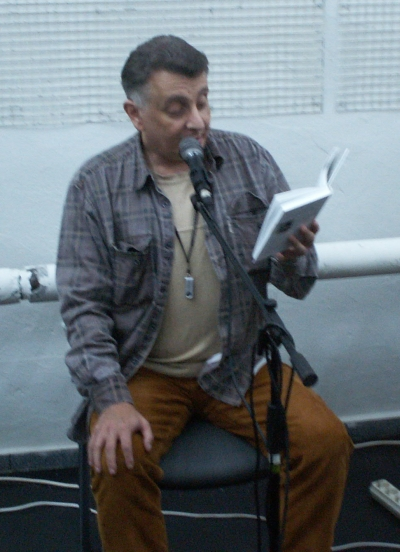
2009年的馬克·佛烈金

馬克·佛烈金（Mark Iehielvich Freidkin, 1953年4月14日—2014年3月4日），是一名苏联、俄罗斯的诗人、作家、翻译家和歌手。他有三本著作。
2014年3月4日，因病死于莫斯科，享年60岁。